# Ardisia chevalieri
Ardisia chevalieri är en viveväxtart som beskrevs av Pitard. Ardisia chevalieri ingår i släktet Ardisia och familjen viveväxter. Inga underarter finns listade i Catalogue of Life.